# 56º Campeonato Brasileiro Absoluto de Xadrez
O 56º Campeonato Brasileiro Absoluto de Xadrez foi uma competição de xadrez organizado pela CBX referente ao ano de 1989. Sua fase final foi disputada na cidade de Fortaleza (CE) de 18 a 30 de agosto de 1989. E teve como campeão o GM Gilberto Milos.

## Fase final
Os 12 finalistas disputaram o campeonato no sistema de pontos corridos.
Ritmo de jogo
- 2 horas para os 40 primeiros lances;
- 1 hora para cada 16 lances subsequentes;

Sistema de pontuação
- 1,0 ponto por vitória
- 0,5 ponto por empate
- 0,0 ponto por derrota

Arbitragem: Carlos Alberto Feijó
| Pos | Jogador                  | UF | Pontos | Jg Desemp. | Vitórias | 1º   | 2º   | 3º   | 4º   | 5º   | 6º   | 7º   | 8º   | 9º   | 10º  | 11º  | 12º  |
| --- | ------------------------ | -- | ------ | ---------- | -------- | ---- | ---- | ---- | ---- | ---- | ---- | ---- | ---- | ---- | ---- | ---- | ---- |
| 1º  | Gilberto Milos           | SP | 10,0   | --         | 10       | *    | Der. | Vit. | Vit. | Vit. | Vit. | Vit. | Vit. | Vit. | Vit. | Vit. | Vit. |
| 2º  | Jaime Sunye Neto         | PR | 9,0    | --         | 7        | Vit. | *    | Emp. | Emp. | Emp. | Vit. | Vit. | Vit. | Emp. | Vit. | Vit. | Vit. |
| 3º  | Edson Tsuboi             | SP | 7,5    | --         | 5        | Der. | Emp. | *    | Emp. | Vit. | Emp. | Vit. | Vit. | Vit. | Emp. | Emp. | Vit. |
| 4º  | Herman C. van Riemsdijk  | SP | 6,5    | 2,5        | 3        | Der. | Emp. | Emp. | *    | Emp. | Emp. | Emp. | Vit. | Emp. | Emp. | Vit. | Vit. |
| 5º  | Sadi Glasser Dumont      | RJ | 6,5    | 0,5        | 5        | Der. | Emp. | Der. | Emp. | *    | Vit. | Emp. | Vit. | Der. | Vit. | Vit. | Vit. |
| 6º  | Dirk D. van Riemsdijk    | SP | 5,0    | --         | 3        | Der. | Der. | Emp. | Emp. | Der. | *    | Emp. | Der. | Vit. | Emp. | Vit. | Vit. |
| 7º  | Mauro Guimarăes de Souza | SP | 4,5    | --         | 3        | Der. | Der. | Der. | Emp. | Emp. | Emp. | *    | Der. | Vit. | Der. | Vit. | Vit. |
| 8º  | Hermes Amilcar Machado   | RJ | 4,5    | --         | 4        | Der. | Der. | Der. | Der. | Der. | Vit. | Vit. | *    | Emp. | Vit. | Der. | Vit. |
| 9º  | Vitório Chemin           | SC | 4,0    | --         | 1        | Der. | Emp. | Der. | Emp. | Vit. | Der. | Der. | Emp. | *    | Emp. | Emp. | Emp. |
| 10º | Peter Toth               | RJ | 4,0    | --         | 2        | Der. | Der. | Emp. | Emp. | Der. | Emp. | Vit. | Der. | Emp. | *    | Vit. | Der. |
| 11º | Herbert Abreu Carvalho   | SP | 3,0    | --         | 2        | Der. | Der. | Emp. | Der. | Der. | Der. | Der. | Vit. | Emp. | Der. | *    | Vit. |
| 12º | José Sílvio Lucena       | CE | 1,5    | --         | 1        | Der. | Der. | Der. | Der. | Der. | -    | Der. | Der. | Emp. | Vit. | Der. | *    |